# Melanie Möller
Melanie Möller (* 25. Mai 1972 in Bielefeld) ist eine deutsche Klassische Philologin. Sie bekleidet seit 2015 ein Hochschullehramt an der Freien Universität Berlin.

## Biografie
Nach dem Lehramtsstudium der Fächer Germanistik, Geschichte und Latinistik von 1993 bis 1998 an der Universität Bielefeld wurde sie dort 2002 zum Thema Talis oratio – qualis vita. Zu Theorie und Praxis mimetischer Verfahren in der griechisch-römischen Literaturkritik promoviert. Anschließend arbeitete sie als Wissenschaftliche Angestellte und seit 2004 als wissenschaftliche Assistentin an der Ruprecht-Karls-Universität Heidelberg, wo sie ab 2005 zusätzlich Gräzistik studierte und 2007 mit dem 1. Staatsexamen abschloss. 2009 habilitierte sie sich in Heidelberg zum Thema Ciceros Rhetorik als Theorie der Aufmerksamkeit. Nach einer Gastprofessur an der Freien Universität Berlin (FU) und Lehrstuhlvertretungen in Münster und Heidelberg ist sie seit 2015 als Professorin für Klassische Philologie mit Schwerpunkt Latinistik an der FU tätig.
Ihre Forschungsschwerpunkte sind die Dichtung und Prosa der spätrepublikanischen und augusteischen Literatur, Poetik und Rhetorik, Sprachphilosophie, Hermeneutik und Rezeption der antiken Literatur.

## Standpunkte
Melanie Möller hält nicht viel von der gendergerechten Sprache und hat dies deutlich mit und in ihrem Buch von 2024 dargestellt.
Auch die sogenannte Einfache Sprache, die seit den 2020er Jahren propagiert wird, findet sie unpassend, wie folgendes Zitat belegt: „Eine Sprache aber, die versucht, alles nur noch in Hauptsätzen abzubilden, und die Komplexität der Gedanken herunterbrechen will, halte ich für eine Zumutung, weil man die Leute für dumm verkauft. Da steht die Behauptung dahinter, sie würden etwas nicht begreifen, wenn sie nicht über bestimmte Bildungshintergründe verfügen. [...] Ich bin gegen die volkserziehende, vorauseilende Vereinfachung komplexer Dinge.“
Möller findet ebenfalls die in den Medien überbetonte Berichterstattung zu wichtigen Vorgängen wie der Europawahl 2024 oder Worte wie Klimakatastrophe im Zusammenhang mit anderen ebenfalls als Katastrophen bezeichnete Vorkommnisse übertrieben.

## Schriften (Auswahl)

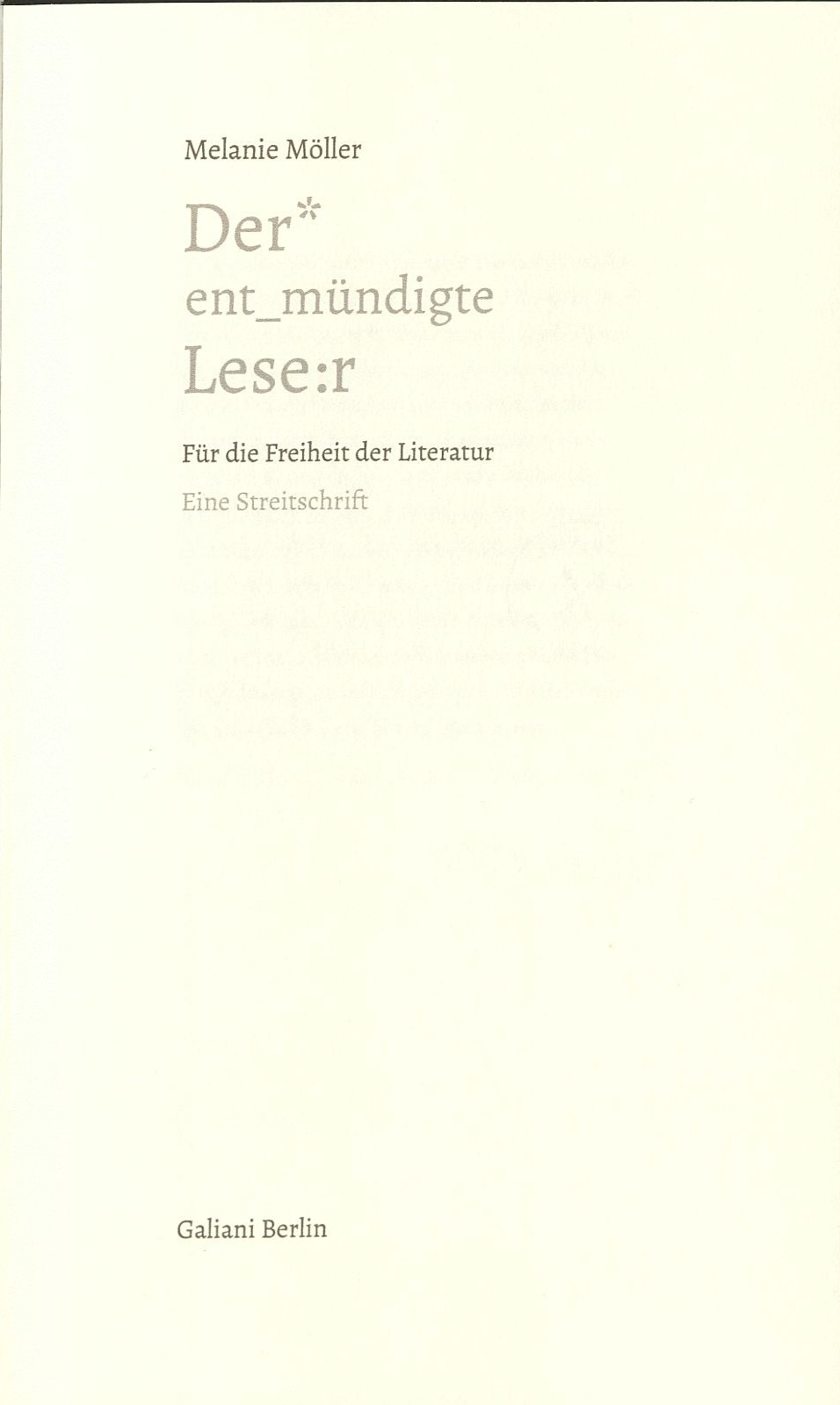
Der* ent_mündigte Lese:r (2024)

- Talis Oratio – Qualis Vita. Zu Theorie und Praxis mimetischer Verfahren in der griechisch-römischen Literaturkritik. Universitätsverlag Winter, Heidelberg 2004, ISBN 3-8253-1631-9.
- Ciceros Rhetorik als Theorie der Aufmerksamkeit. Universitätsverlag Winter, Heidelberg 2013, ISBN 3-8253-6250-7.
- Ovid. 100 Seiten. Reclam, Stuttgart 2016 (2. Auflage 2021).
- Homer. 100 Seiten. Reclam, Stuttgart 2022.
- Rhetorik zur Einführung. Junius, Hamburg 2022.
- Der* ent_mündigte Lese:r. Für die Freiheit der Literatur. Eine Streitschrift. Galiani Berlin, Berlin 2024, ISBN 978-3-86971-302-1.